# Фило (Илиноис)
Фило (енгл. Philo) град је у америчкој савезној држави Илиноис.

## Демографија
По попису из 2010. године број становника је 1.466, што је 152 (11,6%) становника више него 2000. године.
| Група             | 2000.         | 2010.         |
| Белци             | 1.297 (98,7%) | 1.437 (98,0%) |
| Афроамериканци    | 4 (0,3%)      | 6 (0,4%)      |
| Азијати           | 0 (0,0%)      | 1 (0,1%)      |
| Хиспаноамериканци | 4 (0,3%)      | 5 (0,3%)      |
| Укупно            | 1.314         | 1.466         |